# Jinwan
Jinwan (chinesisch 金湾区, Pinyin Jīnwān Qū) ist ein Stadtbezirk der bezirksfreien Stadt Zhuhai in der chinesischen Provinz Guangdong. Er hat eine Fläche von 559,6 km² und zählt 446.369 Einwohner (Stand: Zensus 2020). Regierungssitz ist die Großgemeinde Sanzao (三灶镇).

## Administrative Gliederung
Auf Gemeindeebene setzt sich der Stadtbezirk aus vier Großgemeinden zusammen. Diese sind:
- Großgemeinde Sanzao 三灶镇
- Großgemeinde Hongqi 红旗镇
- Großgemeinde Pingsha 平沙镇
- Großgemeinde Nanshui 南水镇